# Marilú Mallet
Marilú Mallet (sinh năm 1944) là một nhà tiểu luận phim người Chile đã bị lưu đày đến Canada vào những năm 1970. Giống như Angelina Vásquez ở Phần Lan và Valeria Sarmiento ở Pháp, bà đáng chú ý là một trong những đạo diễn phim phụ nữ Chile đầu tiên, sản xuất nhiều tác phẩm của mình khi lưu vong.

## Đóng phim
- Il n'y a pas d'oubli (1975)
- Tạp chí inachevé (1982)
- Mémoires d'une enfant des Andes (1985)
- Doble Recato (2000)
- La cueca sola (2003)